# Dialéctica serial
La dialéctica serial o equilibrio de fuerzas es un método lógico y una noción filosófica que afirma que las antinomias (tesis y antítesis) no se resuelven por medio una síntesis superadora de ambas, y en cambio se complementan mutuamente generando un equilibrio sin perder cada una su autonomía y contradicción de la otra.
Existen conceptos paralelos a la dialéctica serial o equilibrio de fuerzas como el de orden espontáneo de la escuela austriaca, el comportamiento emergente de la teoría de sistemas, el laissez faire del liberalismo económico, la autogestión del cooperativismo, o el yin-yang del taoísmo.

## Elementos

### Antinomia
La antinomia es una pareja de fuerzas que está formada por elementos a la vez antagónicos y complementarios, pero según la dialéctica serial la resolución de la antinomia es imposible,
dado que de la oposición de los elementos antagónicos nacen la vida, el movimiento y la libertad.
Esta dialéctica afirma que la naturaleza de cada elemento de la antinomia es ser una fuerza autónoma, que domina y selecciona aleatoriamente a sus oposiciones, y viceversa, componiendo un orden espontáneo que libera los potenciales de aquellas según cada asociación mutua. Así los sistemas, sociales o naturales, no deben ser considerados una jerarquía de funciones o facultades sino un equilibrio de fuerzas libres.

### Serie
En la dialéctica serial los sujetos del proceso dialéctico, antinómico (tesis y antítesis en la dialéctica tradicional) no serían realidades simples y estáticas que producen en el proceso antinómico otras realidades simples y estáticas. Al contrario sería una dialéctica viva, de movimiento. La ley de esta dialéctica en movimiento sería la diversidad dentro de la unidad y ésta se confirmaría por la serie, el género, la especie, es decir algo que divide o distingue, el grupo. La división sería la primera condición de la existencia, y la distinción por grupos de la cantidad dividida, la segunda condición de existencia. Son estas series o grupos de fuerzas diferentes las que hacen posible el movimiento.

### Equilibrio
De la imposibilidad de llegar a una síntesis (o final) de las fuerzas, se concluye que tampoco existe un principio primero y fundador que las origine (reduccionismo), sino que la realidad entendida como un todo y uno, es en realidad una multiplicidad o unidad compuesta de fuerzas autónomas (holismo). Es decir la realidad, los sistemas, carecen de un creador único y de la misma forma de un planificador central.
El realidad sería una totalidad compleja de elementos irreductibles, a la vez antagonistas y solidarios, formado por una cadena de antinomias que buscan el equilibrio entre los contrarios sin hacer desaparecer la contradicción.

## Historia
Esta noción dialéctica, originada por Pierre-Joseph Proudhon en sus observaciones del pluralismo de la naturaleza o de la sociedad, se prolonga a la economía y la política, especialmente en torno al concepto de principio federativo del anarquismo. La primera formulación relacionada con su particular forma de concebir la dialéctica se encuentra en su obra De la creación del orden en la humanidad (De la création de l’ordre dans l’humanité) de 1843, en donde plantea partir de un análisis que contemple la afirmación de lo Uno y lo Múltiple en un equilibrio inestable y constante generado por la balanza de fuerzas en donde la unidad ya no es una generalidad absorbente, sino la afirmación de la singularidad que presupone la pluralidad o multiplicidad que presupone lo Uno.
Proudhon no acepta la absolutización aislada de un elemento de la realidad social cuya verdad sólo puede aprehenderse dentro de sus relaciones dialécticas con los demás elementos integradores de aquella.
Posteriormente Mijaíl Bakunin usará el término unidad compuesta o causalidad universal para referirse a la dialéctica serial. La naturaleza o la realidad una para Bakunin no tendría ni comienzo ni fin, y es producida solamente por infinidad de realidades particulares y enteras en su interior, estando constantemente en un movimiento producido por la interdependencia de estas entre sí.